# Schrittbeschreibung
Eine Schrittbeschreibung (engl. Step Sheet) ist die schriftliche Niederlegung von Bewegungen für Tänze und Choreografien und gilt als eine Form des Künstlerischen Ausdrucks.

## Anwendung
Sie findet Anwendung in den Bereichen des Tanzes die durch unterschiedliche Tänzer reproduziert werden sollen, etwa bei der Aufführung von Stücken im Theater oder für gruppenbasierte und gruppenartige Tanzformen.
Ihre Entsprechung hat die Schrittbeschreibung bei den klassischen Tanzarten des Standard- und Lateintanzes, der wie viele weitere Paartanzarten der Führung eines der Partner unterworfen ist, in der schriftlichen Fixierung von Figuren mit ihrem oftmals recht begrenzten Umfang. Die Zusammensetzung solcher Einzelfiguren wird meist nicht schriftlich fixiert, sondern eher spontan auf dem Parkett durch entsprechende Signale, meist körperlicher Art, vom Führenden initiiert. Dennoch wird auch für Turniere und andere außergewöhnliche Anlässe eine Routine durchaus schriftlich fixiert, einstudiert und bis zur gewünschten Reproduktionsqualität perfektioniert.
Auf Line Dance Veranstaltungen ist eine einheitliche Umsetzung solcher Schrittbeschreibungen auf die Musik Grundvoraussetzung, damit sich oftmals fremde Tänzer dennoch harmonisch nebeneinander auf der Fläche begegnen können. Auch im Line Dance Turniersport ist eine durch die jeweiligen Veranstalter bindend herausgegebene Schrittbeschreibung für die zu absolvierenden Tanzdisziplinen ein unverzichtbares Element. Heutige Internetarchive listen weit über 10.000 Line Dance Choreographien auf. Oft sind hier weitere Informationen angekoppelt, wie etwa die Kontaktdaten des Choreographen.

## Geschichte
Die beiden italienischen Tanzmeister Domenico da Piacenza (um 1450) und Fabritio Caroso (vor und um 1600) haben Tanzbeschreibungen unter den Titeln Ballarino, Ballare, Balli und Bassedanze zusammengetragen, schriftlich fixiert und in Buchform herausgegeben. Ihre Arbeiten waren vor allem auf den Gesellschaftstanz der damaligen Zeit fixiert und sollten es ermöglichen, dass Gruppen von Personen auf entsprechenden Anlässen zusammen tanzen können.

## Schrittbeschreibung im Standard/Latein und anderen Tanzarten
Im Standard- und Latein sowie weiteren Tanzarten wird die Bezeichnung Schrittbeschreibung für die einzelnen Figuren angewendet. Je nach Tanzart werden dabei nur ein paar wenige Taktschläge (häufig 3 oder 4) zu einer Figur zusammengefasst. Diese Fixierungsart wird auch im Line Dance praktiziert, wobei hier zur Unterscheidung spätestens im Untertitel die Bezeichnung Grundschritte oder Schrittkombinationen bemüht wird – nicht zuletzt um sie von der Fülle der, ebenfalls als Schrittbeschreibung bezeichneten, Niederschrift der dortigen Choreographien unterscheiden zu können.

## Schrittbeschreibung im Line Dance
Der Line Dance als verhältnismäßig junge Tanzsportart bedient sich sehr intensiv am Mittel der Schrittbeschreibung. Oftmals wird, entsprechend seiner US-amerikanischen Prägung die englische Bezeichnung Step Sheet hierfür bemüht. Die entsprechenden Beschreibungen werden althergebracht auf Papier von Choreographen an die Lehrer (sofern keine Personalunion vorliegt) und weiter an die Schüler als Merkhilfe für das spätere eigenständige Üben und für deren Nachschlagezwecke verteilt, meist nachdem diese in Form von Tanzunterricht gelehrt wurde. Es wird aber auch zunehmend auf das Internet zur Verbreitung an Tanzlehrer sowie an autodidaktisch lernende Tanzwillige gesetzt.
Die Inhalte einer solchen Schrittbeschreibung im Line Dance sind typisch in zwei Bereiche aufgeteilt. Zum einen ein Kopfbereich, in dem der Name von Tanz und Choreographen zu finden ist sowie weitere Angaben, und zum anderen ein Hauptteil der die eigentliche Beschreibung der Schritte in Zeilen und Absätzen gestaffelt listet, meist mit den auf Figurenbezeichnungen aufbauenden Ansagetexten für den Tanzlehrer die als Zwischenüberschriften über den einzelnen Absätze stehen. Bei den meisten Tanzarten wird in 8er-Gruppen gestaffelt, wobei Zwischenschritte (synkopierte Taktschläge) hierbei unberücksichtigt bleiben, jedoch beim Walzer werden entsprechend seiner Rhythmik durchweg 6er-Gruppen gebildet. Typische Choreografien all dieser Tanzgattungen bestehen häufig aus etwa 4 bis 6 solcher Absätze und passen damit meist auf eine Seite DIN-A4. Bei anspruchsvolleren Werken, etwa wenn durch die Phrasierung, also den Text sowie Strophen und Refrain, der zugeordneten Musik eine aufwändigere Ausgestaltung nötig wird, kann der Umfang hin und wieder auf 2 Seiten anwachsen. Ein noch größerer Umfang ist zumindest im Line Dance höchst selten.

### Beschaffenheit
Die verwendete Sprache ist oftmals englisch, es gibt aber auch Übersetzungen. Bemüht werden dabei durchweg auch Fachbegriffe des Tanzsports, insbesondere für Figuren. Manche Choreografen orientieren sich dabei an den Begriffskonventionen der National Teachers Organisation (NTA) bzw. werden von Dritten gelegentlich daran angepasst. Mit den Abkürzungen LF (left foot) bzw. RF für den linken bzw. den rechten Fuß wird gerne Platz zu Gunsten der eigentlichen Beschreibung der Bewegung eines Schritts bereitgestellt. Ebenso wird Links und Rechts auf die Kürzel L und R reduziert. Seltener aber nicht weniger hilfreich fürs Verständnis durch einen Kenner findet man in einer zusätzlichen Spalte die ergänzende Angabe von Fußpositionen wie sie etwa im Ballett bemüht werden.
Zu den häufigen weiteren Angaben im Kopfteil, wie die empfohlene Musik mit Interpreten, das Tempo der Musik, den Schwierigkeitsgrad und Überblicksangaben zur Länge und möglicherweise notwendige Phrasierung findet sich oftmals auch eine Anweisung an welcher Stelle der Musik eine solche Choreographie zu beginnen ist. Eher seltener findet sich eine Angabe zur Drehrichtung, d. h. in welcher Richtungsreihenfolge die Wiederholungen des Grundmusters stattfinden, dagegen eigentlich immer eine Angabe der Länge der Choreographie in Taktschlägen sowie eine Angabe wie viele Wiederholungen bis zum erneuten Erreichen der Startposition nötig sind, die sogenannten „Walls“, abgeleitet vom englischen Wort für Wand. Neuere Choreographien geben weiterhin Hinweise auf den zu Grunde gelegten Tanz der klassischen Tanzarten bzw. sogenannten Motions wieder, von dem aus Kenner unter anderem Hinweise auf die Rhythmik, die Taktung sowie die Gestaltung des körperlichen Ausdrucks insgesamt ableiten können.

### Urheberrechte
Bei älteren Schrittbeschreibungen (>30 Jahre) handelt es sich oft um Choreographien die meist niemandem mehr zugeordnet werden können. Hier ist der Choreograph oftmals nur noch als „unbekannt“ vermerkt. Neuere Choreographien sind dagegen durchweg von ihren Verfassern mit Namen gekennzeichnet, manchmal nur mit Vornamen, Spitznamen oder auch mit Künstlernamen, etwa bei DJs. Sie unterliegen, wie viele vergleichbare Werke, dem Copyright bzw. dem Urheberrecht. Jedoch ist es üblich, dass eine einmal veröffentlichte Choreographie, etwa in einem Fachmagazin, per Workshop oder über die eigene Homepage, danach weitgehend frei und ohne spezielle Beschränkungen durch die Urheber weiter verteilt werden kann. Dies schließt für gewöhnlich Übersetzungen und Übertragungen mit ein. Oftmals landen dadurch, sowie durch die Weitergabe innerhalb eines Lehrer-Schüler-Verhältnisses, Namen und Logos von Tanzschulen, Gruppen und sonstigen Vereinigungen auf den entsprechenden Schrittbeschreibungen, die dann kein originaler Bestandteil der Choreographie sind. Für gewöhnlich werden größere Adaptionen und deutliche Variationen von Choreographien als solche kenntlich gemacht um hier die Grundabsicht, nämlich das gemeinsame Tanzen zu begünstigen, nicht zu gefährden. Plagiate und nicht-geduldete Adaptionen sind eher selten. Choreographien die nur einem begrenzten Nutzerkreis als Schrittbeschreibung vorliegen gibt es vor allem im Bereich von Show- und Turniertänzen. Bei Choreografiebewerben dagegen ist es zumeist obligatorisch ein Beleg-Exemplar vorab dem Veranstalter und damit den Wertungsrichtern zur Verfügung zu stellen.